# Vobis

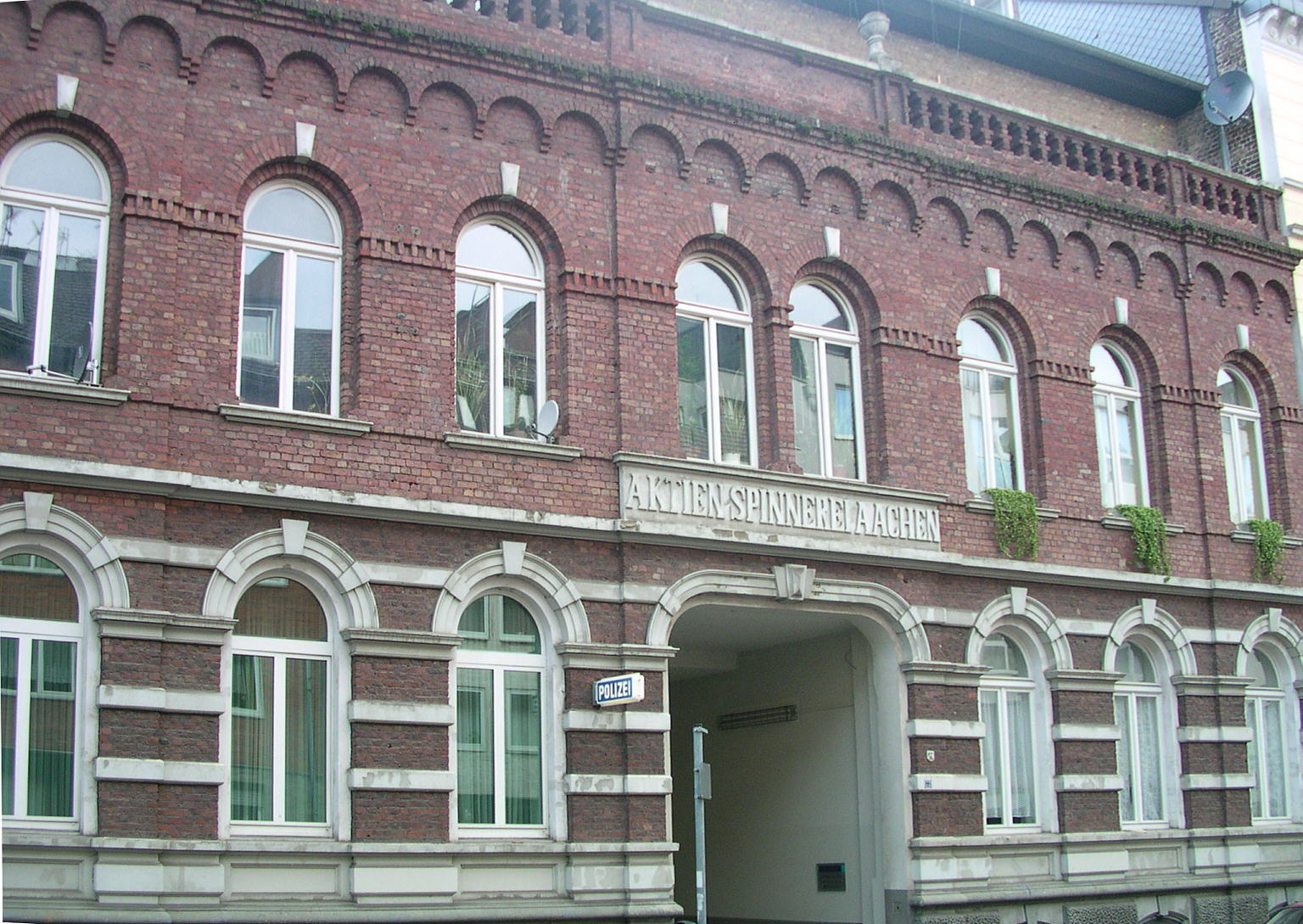
Una de las primeras tiendas Vobis estaba en el patio trasero de Aachener Aktienspinnerei en la Viktoriastraße de Aquisgrán en la década de 1980.

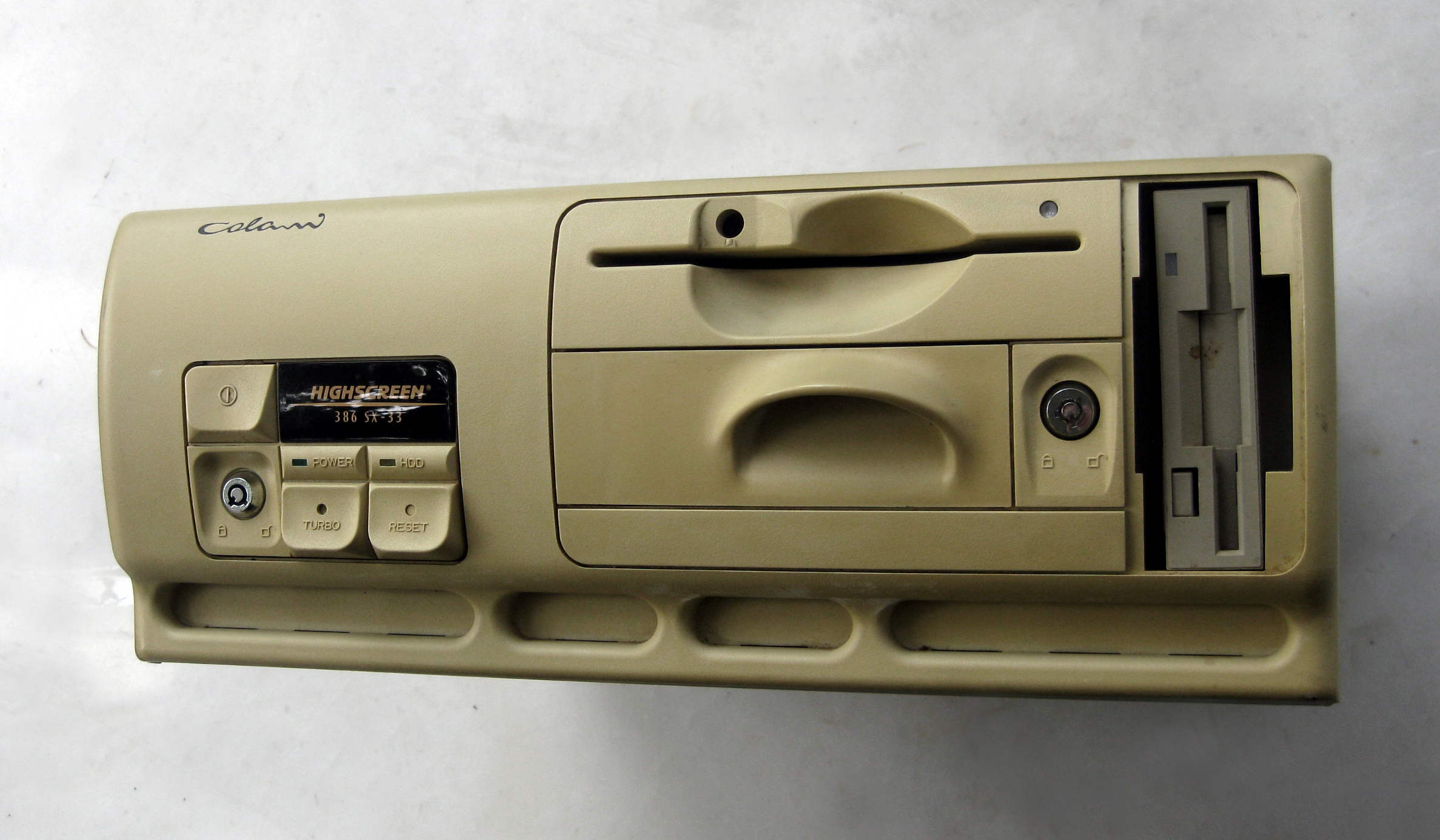
PC de escritorio Highscreen diseñada por Luigi Colani con un disco duro extraíble (abajo)

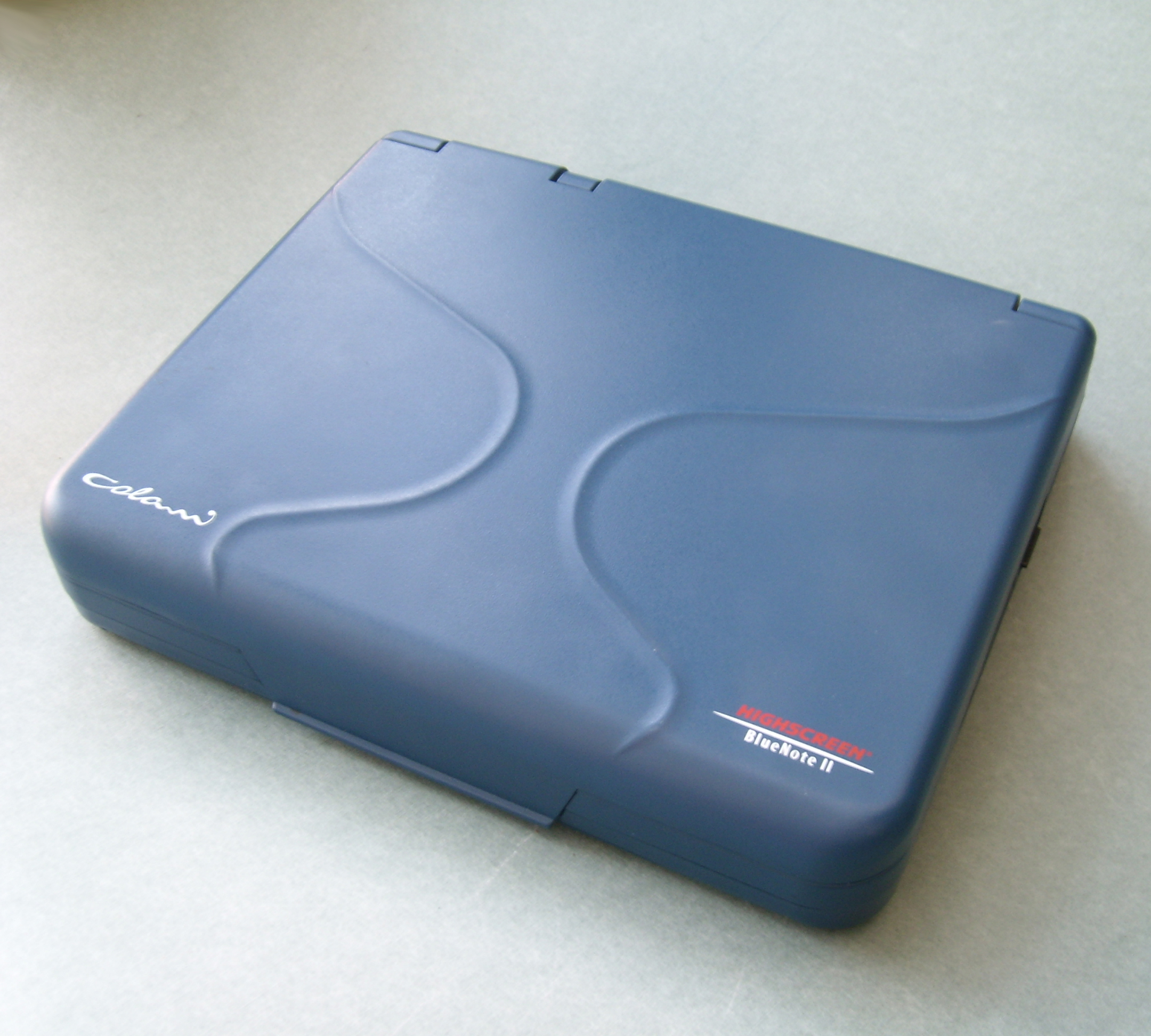
Notebook HighScreen Colani BlueNote II

Vobis GmbH (anteriormente Vobis AG) es un franquiciador alemán que se especializa en la venta de PC a los consumidores.  En la década de 1990, cuando la empresa pertenecía a Metro AG Vobis, como empresa comercial, tuvo en ocasiones las cifras de ventas de Hardware más altas de Alemania.
PCs, monitores y varios accesorios solían venderse bajo la marca blanca Highscreen. Algunos de los productos de producción propia fueron diseñados por  Luigi Colani  y presentados en el CeBIT en 1993. De 1993 a 1997 Vobis también publicó la revista informática Highscreen Highlights. El folleto para el consumidor llamado Denkzettel era bien conocido.

## Historia
Vobis fue fundada en 1975 como Vero GmbH por los estudiantes Theo Lieven y Rainer Fraling en Aquisgrán. Los dos abandonaron posteriores estudios por el éxito (Lieven completó más tarde sus estudios en la Universidad a Distancia de Hagen) y comenzaron a trabajar como parte del “Studienhilfe e. V.” con la adquisición de materiales de estudio costosos, como reglas de cálculo y calculadoras de bolsillo para los compañeros de estudios.
En 1981, la empresa pasó a llamarse Vobis Data Computer GmbH y comenzó la expansión en Alemania. La palabra latina "vobis" significa "para ti". En ese momento, este paso tenía la intención de mostrarle al cliente que Vobis quería ser el proveedor de microcomputadoras del pueblo .
Metro AG adquirió una participación en 1989 antes de que la empresa se convirtiera en una sociedad anónima en 1991. Vobis también se expandió al extranjero y fundó sucursales y franquicias  en Austria, Polonia, Bélgica, España, Portugal y Francia. En 1995, debido a los cambios en la fecha de entrega de la plataforma Windows 95 de 32 bits, Vobis insistió en que los clientes preinstalaran en las PC el sistema operativo de 32 bits OS/2 de IBM, que ya había sido lanzado, lo que hizo que OS/2 fuera más conocido en el mercado alemán que en otros lugares. Se dice que Microsoft intentó posteriormente revocar la licencia de Vobis para Windows 95, lo que habría significado una seria desventaja económica para Vobis.
En 1997, Vobis presentó el Highscreen Alpha 5000, una computadora doméstica basada en el microprocesador RISC DEC Alpha de Digital Equipment Corporation, desarrollada originalmente para el mercado profesional. En el mismo año, Vobis estuvo representada en once países con 776 sucursales.
Metro dividió el grupo a principios de 1999 al vender las nueve sucursales en el extranjero y escindir la producción de computadoras a la subsidiaria Maxdata. Los empresarios berlineses Jürgen Rakow, que anteriormente había operado 33 sucursales como franquiciado bajo su compañía operadora Vobis Micro Computer Franchise-Shop GmbH (VMCFS), y Jürgen Bochmann adquirieron el 25 por ciento más una participación en la sucursal restante y los derechos de denominación del término Vobis Microcomputer AG. Al mismo tiempo, asumieron la responsabilidad empresarial de la sociedad. En 2009, Vobis Microcomputer AG trasladó su sede de Thaleischweiler-Fröschen a Langenburg. En 2011, Jürgen Bochmann y Siegfried Raisin se retiraron como directores generales y Claudia Wiedenig se convirtió en su sucesor. Mediante contrato de fecha 31 de julio de 2014, la empresa se fusionó con IT-Holding GmbH, que también se había trasladado de Saarbrücken a Langenburg, y esta a su vez con Divaco Beteiligungs AG & Co KG dirigida por Siegfried Kaske.
En 2003, la antigua empresa matriz Metro firmó un acuerdo con la empresa para almacenar productos Vobis en los grandes almacenes Kaufhof, aumentando el número de puntos de venta Vobis en toda Alemania de 65 a 323. La sede de Vobis se trasladó de Würselen a Potsdam en 2004 como parte de una importante reestructuración. La reestructuración del grupo continuó a finales de 2005. Las sucursales operaron a partir de ahora en su mayor parte bajo el nombre Vobis digital expert. El nuevo nombre de la empresa pretendía transmitir a los clientes que Vobis está ampliando su servicio a los medios digitales. El enfoque de la actividad comercial se cambió de la venta de PC completos al negocio y servicio de piezas individuales. Después de perder un juicio contra  Expert AG, la empresa tuvo que desprenderse del nombre de "experto digital"; el nombre Vobis permaneció.
A principios de 2008, la compañía reportó un total de 48 franquiciados, la mitad que en 2005. Ese mismo año 2008, la empresa cambió retrospectivamente su forma corporativa a GmbH y, por lo tanto, pudo descartar las consecuencias legales de la quiebra del operador de la tienda web Vobis.
Mientras tanto, la compañía había transferido su división de sistemas de franquicias para la venta de productos y servicios de TI y telecomunicaciones al holding empresarial Sibov AG y su sede desde Thaleischweiler-Fröschen hasta Potsdam. El director general Bernhard Scholtes, que había sido el sucesor de Jürgen Rakow desde 2007, dejó la empresa después de seis meses. Jürgen Bochmann y Siegfried Raisin ocuparon su lugar. Jürgen Rakow volvió en 2010, pero los dos últimos se marcharon en 2013. Sibov AG cambió su nombre a GmbH en 2014 y también trasladó su sede a Langenburg, donde se incluyó en la red de participaciones de Siegfried Kaske.
A principios de diciembre de 2009, Vobis inauguró su tienda en línea de nuevo diseño. Desde 2009, hay teléfonos inteligentes rusos que utilizan la marca Highscreen. En 2012, la tienda online fue adjudicada a un franquiciado, Bora Computer GbR. En julio de 2017 había solo 13 sucursales. Estos estaban ubicados en Berlín y Alemania Oriental. En noviembre de 2020, se nombraron seis sucursales, dos de ellas en Berlín.

## Crítica
La empresa causó revuelo en enero de 2008 con la declaración de insolvencia interna y de terceros contra el operador de la tienda en línea Vobis para consumidores, que quebró el 1 de abril de 2008. A pesar de declararse en quiebra, Vobis permitió que la tienda, que estaba completamente integrada en su propio sitio web, continuara operando bajo su propio dominio durante aproximadamente un mes. Con referencia a la estructura de franquicias, Vobis rechazó a los consumidores que realizaron pedidos y pagos de productos solicitados durante este período, con la excepción de un caso individual que fue publicitado en televisión. La nueva tienda en línea, que Vobis había encargado a su operador poco después de su propia solicitud de insolvencia, manteniendo mientras tanto la tienda web, fue operada por la propia Vobis unos días después en la misma dirección y con una apariencia idéntica.

## Vobis en España
El grupo alemán se introdujo en España como Vobis Microcomputer en 1992. Data Logic intentó llegar a unos acuerdos comerciales para convertirse en master franquiciado, pero no llegaron a un acuerdo.
La expansión es rápida gracias a anuncios en las revistas especializadas y, muy particularmente, en la Guía del comprador de ordenadores, una publicación española en formato bolsillo con listas de modelos, características y precios (muy similar a los catálogos impresos norteamericanos pero 5 veces más pequeño). Su presencia en varios centros comerciales y calles céntricas facilita la popularidad.
En 1998 anuncian la creación de una fábrica en Reus, Cataluña, que se ocupará del ensamblaje de los equipos para España, y más adelante para Portugal, además de ensamblar equipos de otras marcas como la gama Aptiva de IBM. Al año siguiente se anuncia la compra de toda la cadena de 72 establecimientos en España por Data Logic, que lo fusiona con su cadena Beep y traslada a la fábrica de Reus parte del negocio.

## Vobis en Portugal
Vobis era una marca de Infofield Informática, S.A., perteneciente à Sonae Distribuição, S.G.P.S., S.A., con sede en Lugar do Espido, Maia, Porto, Portugal Dirigido por Paulo de Azevedo, CEO; Nuno Jordão, Administrador Modelo Continente; Jorge Lourenço, Director de Operacioes. Ofreció soluciones tecnológicas con una cadena de tiendas especializadas en la distribución y reparación de equipos informáticos. Abrió su primera tienda en Lisboa en el Centro Comercial Colombo el 17 de septiembre de 1997.
Produjo su propia marca de computadoras, Highscreen, que comparte con las tienda Worten.
En su apogeo, contó con más de 20 tiendas repartidas por el continente, y las regiones autónomas de Azores y Madeira, de donde acabó saliendo en abril de 2010, lo que la convirtió en la mayor empresa portuguesa del sector.
En 2012 Vobis se integra en Worten, desapareciendo de la marca Vobis excepto en Alemania. en la actualidad el dominio portugués redirige a https://www.worten.pt/